# 10249 Harz
10249 Harz este un asteroid din centura principală, descoperit pe 17 octombrie 1960, de Cornelis van Houten și Ingrid van Houten.